# Via delle Cinque Lune
Pour plus de détails, voir Fiche technique et Distribution.
Via delle Cinque Lune (titre en français : La Rue des Cinq Lunes) est un drame italien réalisé par Luigi Chiarini et sorti en 1942. 

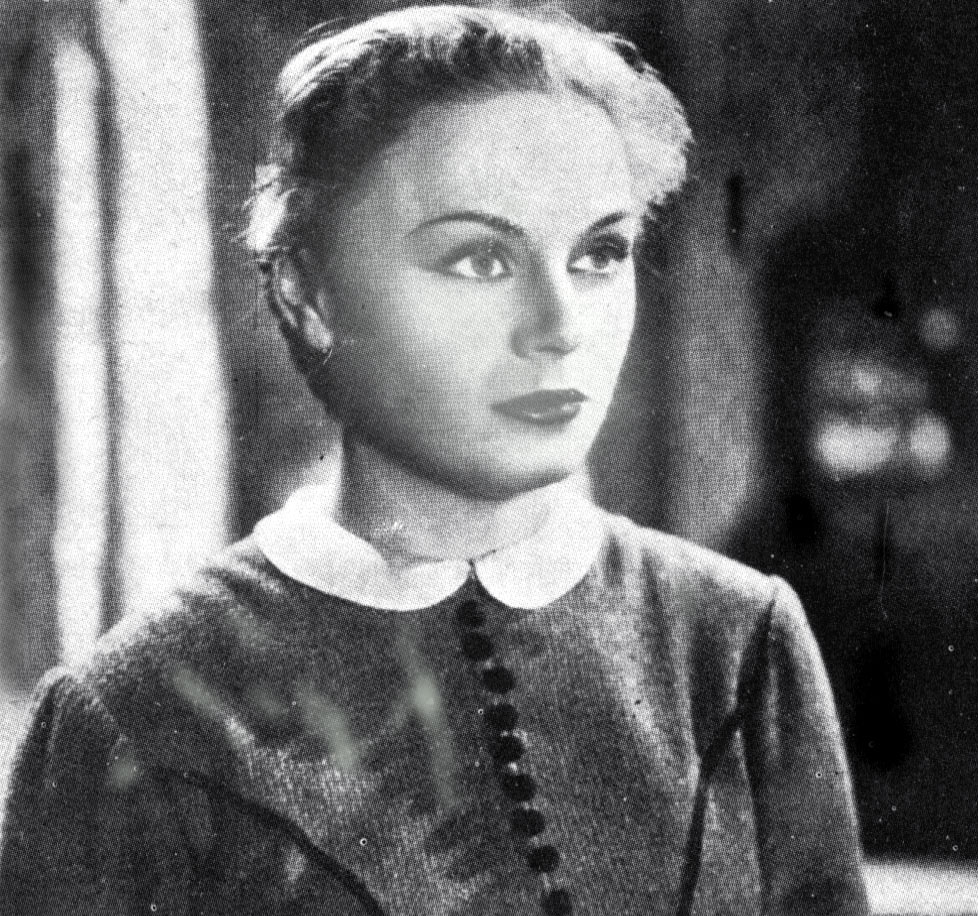
Luisella Beghi dans une scène du film

Le film, tiré de la nouvelle O Giovannino o la Morte de Matilde Serao est une œuvre majeure du courant du cinéma italien du début des années 1940 : le Calligraphisme.

## Résumé
La scène se déroule à Rome à proximité de Piazza Navona au cours de la seconde moitié du XIXe siècle.
Une veuve sora Teta, propriétaire d'un banc de prêt sur gage, qui s'enrichit grâce aux intérêts d'usure imposés aux pauvres gens, s'oppose d'abord aux rapports entretenus entre sa belle fille Inès et Checco, un jeune homme de condition modeste qui travaille dans l'atelier d'un sculpteur. Mais Checco est beau garçon et inspire de la sympathie, ainsi la veuve finit par consentir aux fiançailles, ceci uniquement parce qu'elle est tombée sous le charme de Checco. Ainsi, elle peut le voir souvent et finit par le faire succomber à ses avances. Les deux deviennent amants et Checco est associé à l'affaire.
Devant le changement de Checco, Inès finit par avoir des doutes et celui-ci finit par regretter sa faiblesse et quitte Teta, mais celle-ci essaye de le retenir à tout prix.
Un jour qu'Inès rentre inopinément à la maison, elle découvre les deux amants enlacés. Submergée par la douleur, elle se suicide en se jetant dans l'escalier. 
Pendant que les amies d'Inès pleurent à côté du corps sans vie, Checco, crie désespérément en accusant Teta d'être responsable du malheur.

## Fiche technique
- Titre français : La Rue des Cinq Lunes
- Titre original :  Via delle Cinque Lune
- Réalisation : Luigi Chiarini, assisté de Piero Pierotti et Antonio Pietrangeli
- Scénario : Luigi Chiarini, Umberto Barbaro, Francesco Pasinetti
- Photographie : Carlo Montuori
- Montage :Mario Serandrei
- Musique : Achille Longo
- Son :
- Décors :Guido Fiorini, Vittorio Valentini
- Costumes : Gino Carlo Sensani
- Tournage : dans les studios du Centro Sperimentale di Cinematografia, Rome
- Société de production : ENIC
- Société de distribution :Società Italiana Cines
- Pays de production :  Royaume d'Italie
- Langue : Italien
- Format : Noir et blanc - Mono
- Genre :Film dramatique
- Durée : 81 minutes
- Date de sortie : 
  - Royaume d'Italie (1861-1946) : 1942

## Distribution
- Luisella Beghi: Ines
- Olga Solbelli: Sor Teta
- Andrea Checchi: Checco
- Gildo Bocci: Federico, le père d' Ines
- Teresa Franchini: suor Teresa
- Maria Jacobini: suor Maria
- Dhia Cristiani: Maria
- Ciro Berardi: Pietro, le mari Anna
- Pina Piovani: Anna
- Michele Riccardini: Michele
- Aristide Garbini: Romolo
- Gorella Gori: l'épouse de Romolo
- Armando Annuale: sor Gaetano
- Bianca Beltrami: Bianca
- Arturo Bragaglia: un client aux tre scudi
- Mietta D'Andrea: Antonietta
- Mario Ersanilli: un personnage
- Dora Lauri: Rosetta
- Enrico Luzi (en): le vendeur
- Silvia Melandri: Giulia
- Fulvio Ranieri: le marquis Rinforzi
- Gioconda Stari: Armida
- Renata Drago
- Marilena Economu
- Pasquale Ferzetti
- Maria Giani
- Maria Marengo
- Piera Paci
- Achille Togliani
- Diana Varallo
- Maria Antonietta Vigliarolo
- Bianca Vitagliano